# Nombre d'Eisenstein premier
En mathématiques, un nombre d'Eisenstein premier ou nombre premier d'Eisenstein est un élément a + bω irréductible (ou de manière équivalente premier) de l'anneau des entiers d'Eisenstein : ce n'est pas l'une des six unités (±1, ±ω, ±ω2) et ses seuls diviseurs dans l'anneau sont les unités et les produits de a + bω par une unité.
Ici, ω désigne la racine primitive cubique de l'unité (– 1 + i√3)/2.
Les nombres d'Eisenstein ont été nommés en l'honneur du mathématicien Gotthold Eisenstein.

## Détermination
Les nombres d'Eisenstein premiers sont :
- les nombres premiers usuels congrus à −1 modulo 3 et leurs produits par les unités ;
- les entiers d'Eisenstein dont la norme (le module au carré) est un nombre premier usuel (qui est alors nécessairement égal à 3 ou congru à 1 modulo 3).

Réciproquement, l'entier 3 et les nombres premiers usuels congrus à 1 modulo 3 sont tous des normes de nombres d'Eisenstein (premiers).

## Exemples
Les dix plus petits nombres premiers (usuels) congrus à 2 modulo 3 sont 2, 5, 11, 17, 23, 29, 41, 47, 53 et 59. Depuis 2007, le plus grand connu est 19 249 × 213 018 586 + 1, découvert par Konstantin Agafonov. C'est actuellement (en février 2015) le onzième plus grand nombre premier connu.
À conjugaison près et produit près par les six unités, les seuls nombres d'Eisenstein premiers de module inférieur à 7 sont, outre 2 et 5 : 2 + ω, 3 + ω, 4 + ω, 5 + 2ω, 6 + ω, 7 + 3ω et 7 + ω (de normes respectives 3, 7, 13, 19, 31, 37 et 43). Les nombres d'Eisenstein de norme 3 ont ceci de remarquable que chacun est produit de son conjugué par une unité : 3 = (2 + ω)(2 + ω) = –(2 + ω)2.